# Kanamat Botaszew
Kanamat Chusiejewicz Botaszew (ros. Канамат Хусеевич Боташев; ur. 1959 we wsi Niżniaja Tiebierda, zm. 22 maja 2022 w okolicach Popasny w obwodzie ługańskim) – rosyjski lotnik wojskowy, generał major lotnictwa rezerwy lotnictwa Federacji Rosyjskiej. Z pochodzenia Karaczaj. Dowódca (przed przejściem do rezerwy) jednostki wojskowej nr 23326 Zachodniego Okręgu Wojskowego. Rzecznik szefa DOSAAF Rosji w Petersburgu i obwodzie leningradzkim dla lotnictwa, rzecznik dyrektora aeroklubu w Petersburgu. Zginął podczas inwazji na Ukrainę. Bohater Federacji Rosyjskiej (2022).

## Życiorys
Urodził się w 1959 roku we wsi Niżniaja Tiebierda w Karaczajo-Czerkieskim Obwodzie Autonomicznym. W roku 1976 ukończył szkołę średnią. Początkowo chciał zostać marynarzem i próbował bezskutecznie wstąpić do Wyższej Czarnomorskiej Szkoły Wojskowej w Sewastopolu, po czym przez rok uczył się w Astrachańskiej Szkole Morskiej (1976–77). Wybrał jednak następnie lotnictwo wojskowe i w 1981 roku ukończył Wyższą Wojskową Szkołę Lotniczą im. Komarowa w Jejsku. Latał na bombowcach taktycznych Su-24. W 2007 roku zdobył tytuł najlepszego lotnika Zabajkalskiego Okręgu Wojskowego. 11 czerwca 2008 awansował na stopień generała majora. W 2010 roku ukończył Akademię Wojskową Sztabu Generalnego Sił Zbrojnych Rosji. Objął po tym dowództwo 47. Pułku Lotnictwa Bombowego, wyposażonego w samoloty Su-34, w bazie Baltimor pod Woroneżem. Został następnie zastępcą dowódcy 105. Mieszanej Dywizji Lotniczej w Woroneżu, po czym zajmował stanowisko sztabowe w sztabie Zachodniego Okręgu Wojskowego w Petersburgu.
28 czerwca 2012 roku, podczas wizytacji w 159. Noworosyjskim Pułku Lotnictwa Myśliwskiego Gwardii w bazie Biesowiec w Karelii, wykonał nieregulaminowy lot dwumiejscowym myśliwcem Su-27UB z dowódcą pułku, podczas którego wykonując akrobację doprowadził do rozbicia samolotu; obaj piloci zdołali się katapultować. 29 grudnia 2012 r. wszczęto przeciwko niemu sprawę karną na podstawie art. 351 Kodeksu karnego (naruszenie zasad wykonywania lotów) za to, że z jego winy doszło do katastrofy i rozbicia samolotu Su-27. Został skazany na cztery lata więzienia z warunkowym zawieszeniem wykonania na pięć lat oraz grzywnę w wysokości 5 mln. rubli. W 2013 roku został również zwolniony z wojska.
Według publikacji prasowych, zaciągnął się następnie do najemniczej grupy Wagnera, powiązanej z armią rosyjską, w składzie której w 2022 roku wziął udział w rosyjskiej inwazji na Ukrainę. Pomimo zaawansowanego wieku i tego, że znajdował się w rezerwie, wykonywał loty samolotem szturmowym Su-25SM lotnictwa wojskowego Rosji. Zginął 22 maja 2022 r. pod Popasną, pilotując samolot Su-25, który został zestrzelony przez żołnierzy 80 samodzielnej powietrznodesantowej brygady szturmowej Sił Zbrojnych Ukrainy kierowanym pociskiem rakietowym ziemia-powietrze „Igła”. Informacje o jego zestrzeleniu o 8:25 tego dnia pociskiem zestawu naramiennego pojawiła się najpierw w rosyjskich mediach społecznościowych.